# Coppa FIPH 2016-2017
La Coppa FIPH 2016-2017 è stata la 2ª edizione della omonima competizione italiana di hockey in-line. È stata disputata dal 14 al 15 gennaio 2017 a Monleale. 
Il Milano Quanta si è aggiudicato il trofeo per la prima volta nella sua storia sconfiggendo in finale il Monleale.

## Partite

### Prima fase

#### Girone A
| Squadra       | Pt | G | V | N | P | GF | GS | DG |
| ------------- | -- | - | - | - | - | -- | -- | -- |
| Cittadella    | 6  | 2 | 2 | 0 | 0 | 9  | 1  | +8 |
| CUS Verona    | 3  | 2 | 1 | 0 | 1 | 5  | 5  | 0  |
| Asiago Vipers | 0  | 2 | 0 | 0 | 2 | 4  | 12 | -8 |

| Data    | Incontri                 | Risultato |
|         |                          |           |
| 14 gen. | Asiago Vipers-Cittadella | 1-7       |
| 14 gen. | CUS Verona-Asiago Vipers | 5-3       |
| 14 gen. | Cittadella-CUS Verona    | 2-0       |

| Data    | Incontri                 | Risultato |
|         |                          |           |
| 14 gen. | Asiago Vipers-Cittadella | 1-7       |
| 14 gen. | CUS Verona-Asiago Vipers | 5-3       |
| 14 gen. | Cittadella-CUS Verona    | 2-0       |

#### Girone B
| Squadra       | Pt | G | V | N | P | GF | GS | DG  |
| ------------- | -- | - | - | - | - | -- | -- | --- |
| Monleale      | 6  | 2 | 2 | 0 | 0 | 22 | 2  | +20 |
| Milano Quanta | 3  | 2 | 1 | 0 | 1 | 16 | 11 | +5  |
| Ferrara       | 0  | 2 | 0 | 0 | 2 | 1  | 26 | -25 |

| Data    | Incontri               | Risultato |
|         |                        |           |
| 14 gen. | Ferrara-Milano Quanta  | 0-15      |
| 14 gen. | Monleale-Ferrara       | 11-1      |
| 14 gen. | Milano Quanta-Monleale | 1-11      |

| Data    | Incontri               | Risultato |
|         |                        |           |
| 14 gen. | Ferrara-Milano Quanta  | 0-15      |
| 14 gen. | Monleale-Ferrara       | 11-1      |
| 14 gen. | Milano Quanta-Monleale | 1-11      |

### Fase finale
|  | Semifinali    | Semifinali    | Semifinali |          |               | Finale        | Finale | Finale |  |
|  |               |               |            |          |               |               |        |        |  |
|  | Cittadella    | Cittadella    | 0          |          |               |               |        |        |  |
|  | Cittadella    | Cittadella    | 0          |          |               |               |        |        |  |
|  | Milano Quanta | Milano Quanta | 3          |          |               |               |        |        |  |
|  | Milano Quanta | Milano Quanta | 3          |          | Milano Quanta | Milano Quanta | 6      |        |  |
|  |               |               |            |          | Milano Quanta | Milano Quanta | 6      |        |  |
|  |               |               | Monleale   | Monleale | 1             |               |        |        |  |
|  | Monleale      | Monleale      | Monleale   | Monleale | 1             | 2             |        |        |  |
|  | Monleale      | Monleale      |            |          |               |               |        |        |  |
|  | CUS Verona    | CUS Verona    | 1          |          |               |               |        |        |  |